# Mary Ann Bickerdyke
Mary Ann Ball, coniugata Bickerdyke, detta Madre Bickerdyke (Contea di Knox, 19 luglio 1817 – Bunker Hill, 8 novembre 1901), è stata un'infermiera statunitense, amministratrice di ospedali per i soldati dell'Unione durante la Guerra civile americana e sostenitrice dei veterani per tutta la vita.
Fu responsabile della creazione di 300 ospedali da campo durante la guerra e assistette legalmente i veterani e le loro famiglie nell'ottenimento delle pensioni dopo la guerra.

## Biografia

### Primi anni
Mary Ann era figlia di due agricoltori, Hiram e Annie Rodgers Ball. Rimasta orfana di madre all'età di un anno, fu cresciuta, insieme ai fratelli, dai nonni materni e poi da uno zio.È citata come una delle prime donne che frequentarono l'Oberlin College in Ohio, ma i registri ufficiali non riportano alcuna prova della sua frequenza.
Nell'aprile del 1847 sposò Robert Bickerdyke, dal quale ebbe due figli. Con il marito visse prima a Cincinnati, poi in Iowa e in seguito si trasferì a Galesburg, nell'Illinois, dove iniziò inoltre a frequentare la Chiesa Congregazionale della città.. Robert morì nel 1859, due anni prima dell'inizio della Guerra civile. Rimasta vedova iniziò a lavorare come domestica, come infermiera e medico botanico e si occupò principalmente di medicina alternativa utilizzando erbe e piante.

### Servizio durante la Guerra civile

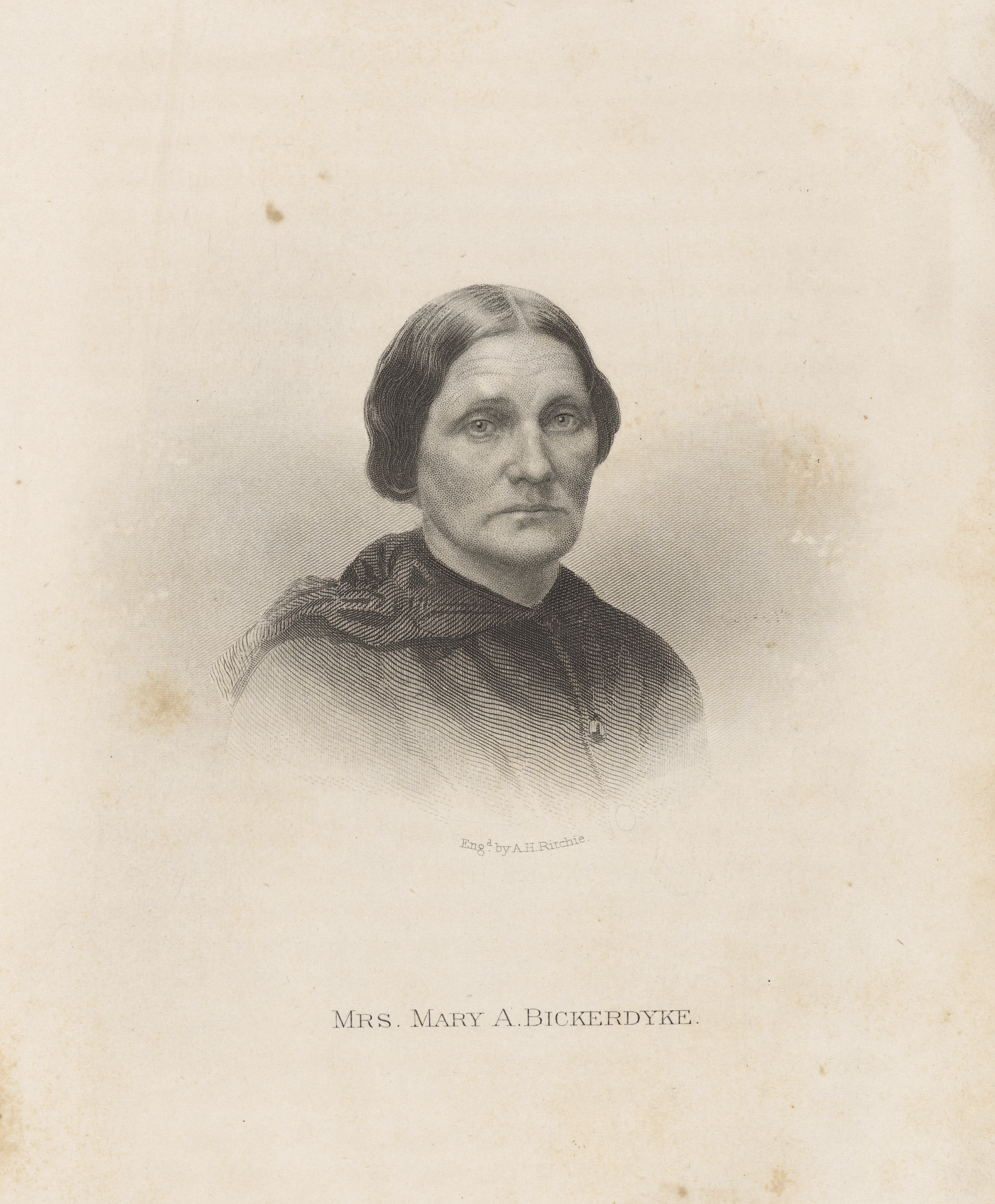
Mary Bickerdyke in un'incisione di Alexander Hay Ritchie, c. 1867

Mary Bickerdyke prestò servizio come infermiera nella Guerra civile dal 9 giugno 1861 al 20 marzo 1865, partecipando a un totale di diciannove battaglie. Fu descritta come un'infermiera determinata che non permetteva a nessuno di intralciare i suoi doveri. I suoi pazienti, i soldati arruolati, la chiamavano "Madre" Bickerdyke per la sua natura premurosa. La sua autorità le derivava dalla sua reputazione presso la Commissione Sanitaria e dalla sua popolarità tra gli arruolati.
Il dottor Woodward, chirurgo del 22° Fanteria dell'Illinois e amico di Mary Bickerdyke, in una lettera alla sua famiglia scrisse di quanto gli ospedali militari di Cairo (Illinois) fossero sporchi e caotici. La lettera fu letta ad alta voce nella loro chiesa e i cittadini di Galesburg raccolsero 500 dollari di rifornimenti e scelsero Bickerdyke per consegnarli, l'unica disposta a farlo. Dopo aver conosciuto Mary Livermore, Bickerdyke fu nominata agente sul campo per la sezione nord-occidentale della Commissione Sanitaria degli Stati Uniti. Livermore la aiutò inoltre a trovare assistenza per i suoi due figli a Beloit, nel Wisconsin, mentre lei era sul campo con l'esercito durante l'ultima parte della guerra. Rimasta a Cairo come infermiera, organizzò gli ospedali e si guadagnò l'apprezzamento del generale Ulysses S. Grant, che approvò i suoi sforzi e assegnò dei soldati al suo treno ospedale,. Quando il suo esercito si spostò lungo il Mississippi, Bickerdyke lo seguì, creando ospedali dove erano necessari. Bickerdyke divenne direttrice dell'ospedale in soli cinque mesi.
In seguito si unì all'ospedale da campo di Fort Donelson, lavorando al fianco di Mary J. Safford. Bickerdyke cita quella di Fort Donelson del 15 e 16 febbraio, come la prima battaglia a cui assistette. A Fort Donelson si rese conto che negli ospedali da campo mancavano i servizi di lavanderia. Impacchettò i vestiti sporchi e le lenzuola usate dagli uomini, aggiunse dei disinfettanti e li inviò su un piroscafo diretto a Pittsburg Landing perché la Commissione Sanitaria di Chicago si occupasse della loro pulizia. Chiese anche ai suoi colleghi di Chicago di inviare macchine per il lavaggio, bollitori portatili e mangani. Organizzò quindi gli ex schiavi e i fuggitivi per fornire servizi di lavanderia agli ospedali che aveva allestito sul campo.
Dopo aver prestato servizio a Fort Donelson, fu nominata a capo del Gayoso Block Hospital di Memphis. Il Gayoso contava 900 pazienti, tra cui 400 nativi americani. Come per gli altri ospedali, anche qui Madre Bickerdyke impiegò ex schiavi e fuggitivi. Allontanatasi da Gayoso per sbrigare degli incarichi, tornò e scoprì che il direttore sanitario aveva mandato via i fuggitivi e gli ex schiavi che l'aiutavano a fornire assistenza ai pazienti dell'ospedale. Così, col pretesto di una cena, si recò al quartier generale del generale Hurlbut che le diede l'autorizzazione scritta di mantenere i suoi dipendenti fino a suo nuovo ordine. Acquistò inoltre mucche e galline per fornire cibi freschi all'ospedale. Il generale Hurlbut destinò al loro pascolo l'Isola del Presidente, dove gli ex schiavi e i fuggitivi si presero cura degli animali.
Mary Bickerdyke lavorò anche a stretto contatto con Eliza Emily Chappell Porter della sezione nord-occidentale di Chicago della Commissione Sanitaria degli Stati Uniti. In seguito lavorò sulla prima nave ospedale. Durante la guerra, divenne capo delle infermiere sotto il comando del generale Grant e prestò servizio nella battaglia di Vicksburg. Come capo delle infermiere, a volte ignorava deliberatamente le procedure militari e, quando lo staff di Grant si lamentò del suo comportamento, si dice che il generale dell'Unione William T. Sherman avrebbe alzato le mani ed esclamato: "Lei mi supera in grado. Non c'è nulla al mondo che io possa fare!" Sherman, che le era particolarmente affezionato, riconobbe che era "uno dei suoi migliori generali" e altri ufficiali si riferivano a lei come al "brigadiere che comanda gli ospedali" Bickerdyke godeva del favore sia del generale Sherman che del generale Grant, che spesso le fornivano tutto ciò che lei richiedeva loro.
Il 27 ottobre 1863, Bickerdyke si recò a Chattanooga e fu testimone della battaglia di Lookout Mountain, soprannominata "la battaglia sopra le nuvole". "Ho assistito al terribile combattimento finché le nuvole non hanno nascosto tutto alla vista", scrisse in una lettera a Mary Holland, "e mi sembra ancora di sentire l'artiglieria del generale Hooker". Bickerdyke allestì l'ospedale da campo del XV Corpo d'Armata per la Battaglia di Missionary Ridge, dove fu l'unica donna ad occuparsene per quattro settimane. Parte del suo lavoro durante questa campagna consisteva nel raccogliere gli oggetti personali dei soldati uccisi in battaglia e restituirli alle loro famiglie. Durante la marcia per catturare Atlanta, in Georgia, nonostante gli ordini del generale Sherman di infliggere "tutti i danni possibili alle risorse belliche [del nemico]", Bickerdyke si adoperò per costruire ospedali per i soldati confederati.
Alla fine della guerra, con l'aiuto della Commissione Sanitaria degli Stati Uniti, Madre Bickerdyke aveva costruito 300 ospedali e assistito i feriti su 19 campi di battaglia, tra cui la Battaglia di Shiloh e la Marcia di Sherman verso il mare. Era così amata dall'esercito che i soldati la acclamavano quando appariva. Su richiesta di Sherman, cavalcò alla testa del XV Corpo d'Armata nella grande rassegna degli eserciti a Washington alla fine della guerra.

### Dopo la guerra

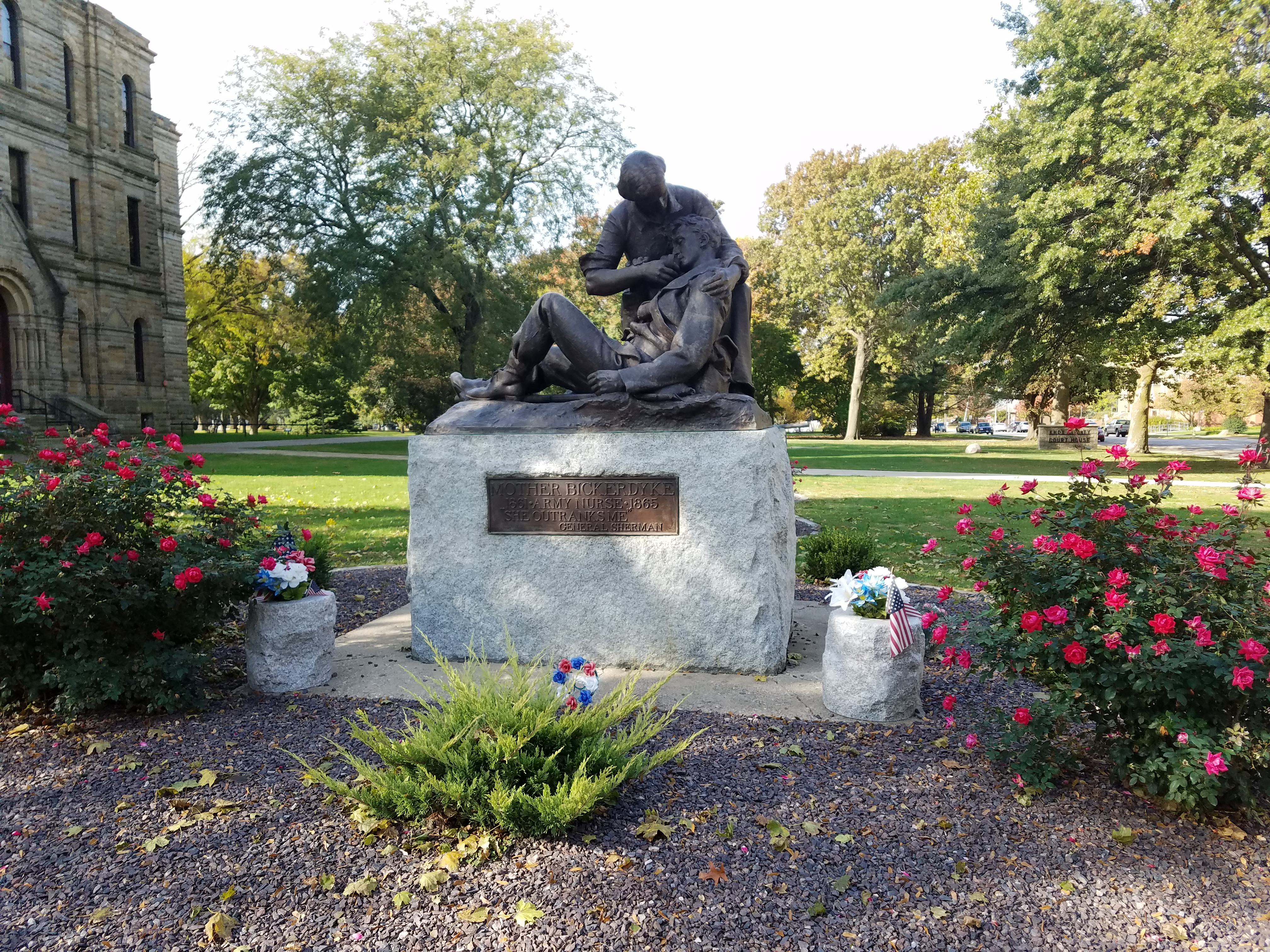
Statua di Mary Bickerdyke a Galesburg.

Dopo la fine della guerra, Mary Bickerdyke fu impiegata in diversi settori. Nel 1866 lavorò presso la "Home for the Friendless" di Chicago. Con l'aiuto del colonnello Charles Hammond, che era presidente della Chicago, Burlington, and Quincy Railroad, aiutò cinquanta famiglie di veterani a trasferirsi a Salina, in Kansas, come coloni. Lì, grazie all'aiuto del generale Sherman, gestì un albergo in seguito chiamato Bickerdyke House. In seguito divenne avvocata, aiutando i veterani dell'Unione con problemi legali, tra cui l'ottenimento delle pensioni. Il generale Logan la aiutò a trovare lavoro nella zecca di San Francisco. Lavorò anche per l'Esercito della Salvezza.
Dopo che Mary Livermore fece pressioni in suo favore presso Congresso, ricevette una pensione speciale di 25 dollari al mese  La legge speciale fu introdotta dal generale Long, rappresentante del Massachusetts. I generali Grant, Sherman, Pope e Long testimoniarono in merito e la legge fu approvata il 9 maggio 1886.
Infine si ritirò a Bunker Hill, nel Kansas, per vivere con il figlio. Nel 1901 morì serenamente dopo un piccolo ictus e fu sepolta a Galesburg.

## Riconoscimenti
L'opera di Mary Ann Bickerdyke durante la guerra civile è raccontata in un libro di memorie sulla guerra, scritto da Mary Livermore e pubblicato nel 1887, intitolato My Story of the War.
Clara Barton, fondatrice della Croce Rossa Americana, scrisse una poesia intitolata "The Women Who Went to the Field" in onore di Mary Ann Bickerdyke, Cornelia Hancock, Dorothea Dix, Mary Livermore e Annie Etheridge.
A Galesburg è stata eretta una statua in suo onore e a Mount Vernon, in Ohio, è stato posto un segnale storico che la ricorda. Il governo degli Stati Uniti ha riconosciuto i suoi meriti militari intitolandole una nave di classe liberty, la SS Mary Bickerdyke, varata nell'ottobre 1943.
Nel 1994 le è stato intitolato il cratere Bickerdyke sulla superficie di Venere.